# Símbols de Sanaüja
L'escut d'armes de Sanaüja (Segarra) té el següent blasonament oficial:
Escut caironat: d'argent, tres faixes viperades de gules. Per timbre una corona mural de vila.
Va ser aprovat el 23 d'octubre de 1997.

## Heràldica
Són les armes dels Sanaüja, senyors del castell de la vila, originari del segle xi.

## Bandera
La bandera oficial de Sanaüja és d'origen heràldic i té la següent descripció:
Bandera apaïsada, de proporcions dos d'alt per tres de llarg, blanca, amb tres faixes viperades vermelles, de gruix 1/7 de l'alçada del drap, cadascuna amb sis dents a la part superior i mitja, cinc i mitja a la inferior.
Va ser aprovada el 23 de març de 1999 i publicada en el DOGC el 26 d'abril del mateix any amb el número 2875. Es va publicar una correcció d'errades el 8 de març de 2001 al DOGC número 3343.